# Struxdorf
Struxdorf település Németországban, Schleswig-Holstein tartományban. Lakosainak száma 688 fő (2023. december 31.).

## Népesség
A település népességének változása:
| Lakosok száma | 709  | 647  | 636  | 679  | 682  | 688  |
|               | 1975 | 2017 | 2019 | 2021 | 2022 | 2023 |